# Gombos Edina
Gombos Edina (Debrecen, 1976. november 30. –) magyar műsorvezető.

## Élete
Gyermekkorát Nyíradonyban, majd Debrecenben töltötte. 1992-ben, alig 16 évesen került a média világába, miután megnyert több Kazinczy szépkiejtési versenyt. Először kulturális rendezvényeken konferált.
Érettségi után elvégezte a Magyar Rádió hírszerkesztő, hírolvasó tanfolyamát, majd egy debreceni kereskedelmi rádióban dolgozott három évig hírszerkesztő, hírolvasóként.
Elvégezte a Kodolányi János Főiskolát kommunikáció–rádió szakon. Diplomamunkáját a kereskedelmi rádiózásból írta.
1999-től 2009-ig a Sláger Rádióban dolgozott, a reggeli műsor (Bumeráng) hírszerkesztő-hírolvasójaként.
2002-ben kezdett a TV2-nél, ahol az Aktív és a Magellán című műsort vezette. Előbbinek 12 éven át volt a házigazdája.
A kubai származású, magyar állampolgár, Alberto Costafredával 2004 decemberében kötött házasságot, Budapesten. Két gyerekük született, Miranda 2008-ban, Matteó 2015-ben.
2008–2009-ben saját babaműsort vezetett a Videoklinika internetes csatornánál.
A Partvonal kiadónál saját könyvsorozatot indított, ezek egyike a férjével közös kubai szakácskönyv, a “Mi Kubánk, a mi konyhánk“. A Gombos Könyvek-sorozat legsikeresebb tagja a Babanapló.
2010-től a FEM3 tévécsatornán a Boszorkánykonyha című műsort vezette. Ugyanitt volt látható két másik műsora, a Kétszersült és az Edina&Joshi, előbbit a gasztrokibicként ismert Sági Szilárddal, utóbbit Joshi Bharat televíziós műsorvezetővel közösen vezette.
A TV2-n 2012-ben ő volt a műsorvezetője a Nagytakarítás című műsornak.
2014-ben a Story magazin Női Extra mellékletének társ-főszerkesztője lett.
2014–15-ben volt látható a TV2-n két újabb műsora, az Egészség-Klinika magazin és a Hungarikumok sorozat.
A TV2 Aktív című bulvármagazinját 2002 áprilisától 2015 februárjáig, második gyereke születéséig vezette.
2015-ben családjával Floridába költözött, ahol médiamenedzserként dolgozik, valamint Florida érdekességeit, szépségeit mutatja be a 2019 októberében indított YouTube-csatornáján.